# Ryszard Szurkowski
Ryszard Jan Szurkowski (Świebodów, 12 januari 1946 – Radom, 1 februari 2021) was een Pools wielrenner.

## Biografie
Szurkowski werd tot drie keer toe wereldkampioen bij de amateurs, eenmaal individueel (1973) en tweemaal met zijn ploeg (1973 en 1975).
Op de Olympische Spelen van zowel 1972 als 1976 won hij met het Poolse team in de ploegentijdrit een zilveren medaille. Tevens won hij viermaal de Vredeskoers, in 1970, 1971, 1973 en 1975.

## Persoonlijk
Szurkowski verloor zijn zoon Norbert tijdens de aanslagen op 11 september 2001. In 2018 raakte hij verlamd bij een fietsongeval in Duitsland tijdens een wedstrijd voor veteranen.
Hij overleed begin 2021 op 75-jarige leeftijd.
- Gemeinsame Normdatei: 1062265742
- International Standard Name Identifier: 0000 0001 1435 9936
- Nationale Bibliotheek van Polen: a0000001186835
- Virtual International Authority File: 167393422
- WorldCat: E39PBJhdbQrtGDxJ6MVJqHfcyd